# دلفين فيسبيزغ
دلفين فيسبيزغ (ولدت في 3 يناير 1992) عارضة أزياء ومقدمة برامج تلفزيونية وسياسية فرنسية وهي حاملة لقب ملكة جمال وتم انتخابها ملكة جمال أو رين 2011 وملكة جمال الألزاس 2011 وملكة جمال فرنسا 2012، ما اعطها حق المشاركة في مسابقة ملكة جمال العالم 2012.

## نشأتها
دلفين فيسبيزغ من ماغشتات لو با ، وتقع في مقاطعة الراين الأعلى. هي ابنة مهندس معماري و فنية مختبر ولديها أخ أكبر. أمضت طفولتها بأكملها وأكملت دراستها في منطقة الألزاس. في عام 2010 ، اجتازت امتحانات الثانوية العامة في الاقتصاد والدراسات الاجتماعية. ثم درست إدارة الأعمال الدولية وانضمت إلى IUT في كولمار.
تم انتخابها ملكة جمال الألزاس 2011 في كينغيرسيم ، أوت رين في 2 أكتوبر 2011. بعد شهرين ، تم انتخابها ملكة جمال فرنسا 2012 في بريست.

## روابط خارجية
- دلفين فيسبيزغ في قاعدة بيانات الأفلام على الإنترنت

| الجوائز و الإنجازات | الجوائز و الإنجازات         | الجوائز و الإنجازات |
| ------------------- | --------------------------- | ------------------- |
| سبقه كليمنس أوليسكي | ملكة جمال العالم فرنسا 2012 | تبعه مارين لورفيلين |
| سبقه لوري تيلمان    | ملكة جمال فرنسا 2012        | تبعه مارين لورفيلين |
| سبقه ماتيلد بويشر   | ملكة جمال الألزاس 2011      | تبعه إميلي كونيغ    |
| سبقه تيفاني يوسفي   | ملكة جمال أو رين 2011       | تبعه مارين شنيبلين  |